# Alexander Zenzes
Alexander Zenzes (ur. 10 lipca 1898, zm. we wrześniu 1980) – as lotnictwa niemieckiego Luftstreitkräfte z 18 zwycięstwami w I wojnie światowej. 
Alexander Zenzes został pilotem Marine Feldjagdstaffel Nr. II na początku 1918 roku. Pierwsze zwycięstwo powietrzne odniósł 5 czerwca 1918 roku nas samolotem Camel w okolicach Avekapelle. Do końca czerwca miał już na swoim koncie 6 potwierdzonych zwycięstw i został odznaczony Krzyżem Żelaznym I klasy. 1 sierpnia został ranny i do służby powrócił w drugiej połowie września. Do końca wojny odniósł łącznie 18 potwierdzonych zwycięstw (ostatnie 27 października) i jedno niepotwierdzone z 29 lipca. Po zakończeniu wojny służył w Kampfgeschwader Sachsenberg, walcząc w Prusach z bolszewikami. 

## Odznaczenia
- Krzyż Żelazny I Klasy
- Krzyż Żelazny II Klasy